# Шевченково (посёлок, Харьковская область)
Шевче́нково (укр. Шевченкове; с 1896 по 1922 — Булаце́ловка) — посёлок городского типа в Купянском районе Харьковской области Украины, административный центр Шевченковской поселковой общины.

## Географическое положение
Посёлок Шевченково находится в 80 км юго-восточнее Харькова, между реками Великий Бурлук и Средняя Балаклейка (4—5 км).
К посёлку примыкают сёла Зорянское и Огурцовка.

## История

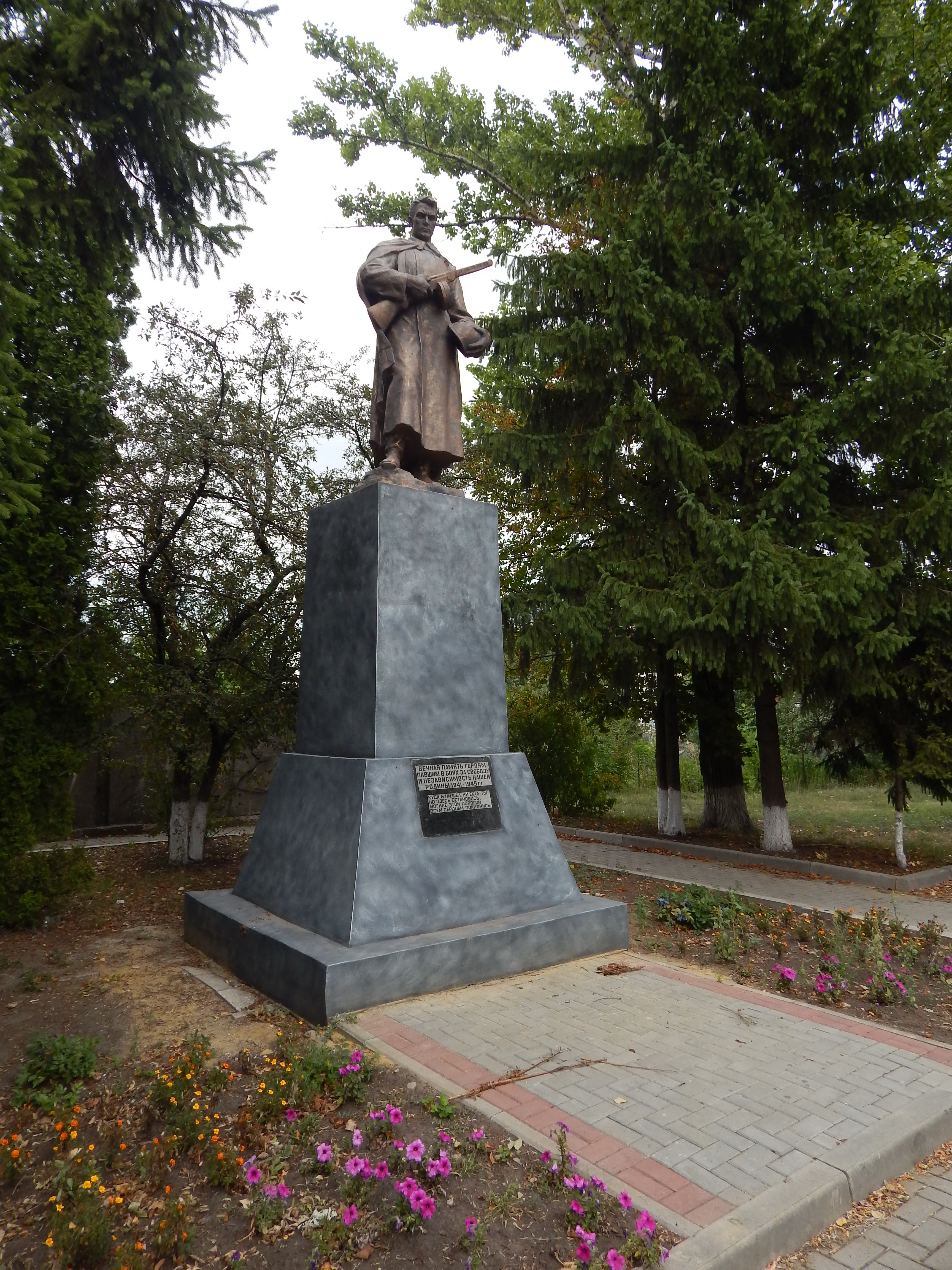
Памятник на братской могиле

В 1896 году поселение было основано как село Булацеловка Староверовской волости Купянского уезда Харьковской губернии Российской империи. В 1896 году была построена станция Булацеловка, вокруг которой в начале XX века на землях помещиков Булацелей, владевших огромными земельными массивами на территории современного Шевченковского района, возник хутор Булацеловка.
Названо так фамилии помещика Булаце́ля, выходца из румынских бояр, владевшего землями в данном месте.
Возникновение хутора Булацеловки связано со строительством железной дороги Харьков-Белгород, закончившимся в 1899 году. 
На станции появились станционные сооружения и ряд построек, принадлежавших купцам и торговцам. Уже в 1905 году здесь было семь амбаров и много лавок. Одновременно на хуторе стали селиться крестьяне, а также ремесленники: кузнецы, шорники и портные. В 1914 году в Булацеловке насчитывалось около 100 жителей.
В результате столыпинской реформы усилилось расслоение среди крестьян Булацеловки. Бедняки всё более разорялись, а их земля переходила в руки состоятельных землевладельцев.
В 1922 году было переименовано в село Шевченково в честь поэта Тараса Шевченко.
25 февраля 1935 года началось издание районной газеты.
В 1941 году в селе проживали 2624 человека.
Во время Великой Отечественной войны 22 февраля 1942 селение было оккупировано немецкими войсками, 4 февраля 1943 года — освобождено советскими войсками. В момент освобождения население составило всего 250 человек.
1 июля 1957 года село Шевченково получило статус посёлка городского типа, в 1962 году — потеряло статус районного центра (вследствие расформирования Шевченковского района), 1 января 1965 — вновь получило статус районного центра. Население в 1966 году составляло 2812 человек. В 1978 году крупнейшим предприятием посёлка был комбинат хлебопродуктов. В январе 1989 года численность населения составляла 7856 человек, по данным переписи 2001 года — 7306 человек, на 1 января 2013 года — 7100 человек.
17 июля 2020 года был ликвидирован Шевченковский район, его территория вошла в состав новообразованной Шевченковской поселковой общины Купянского района.

### Вторжение России на Украину

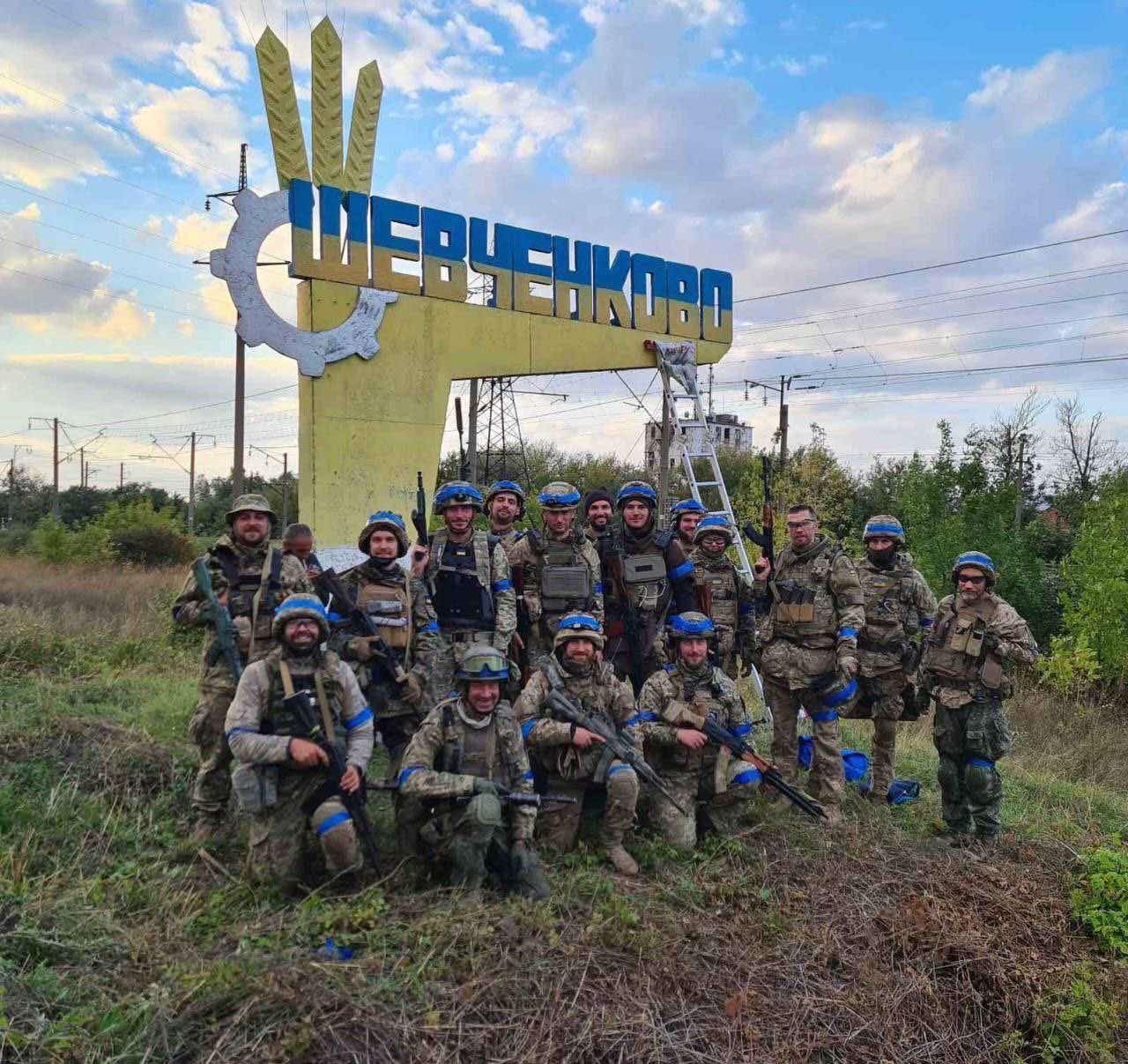
Бойцы территориальной обороны Украины возле въездного знака в освободившемся поселке (сентябрь 2022 года)

После вторжения России на Украину поселок был захвачен ВС РФ и находился в оккупации. 8 сентября 2022 года в ходе контрнаступления в Харьковской области освобожден Вооруженными силами Украины от российских войск. 
4 октября, утром, российские оккупанты обстреляли поселок ракетами из зенитно-ракетного комплекса С-300, в результате были повреждены частные дома.
13 ноября вечером произошел обстрел поселка ракетами из зенитно-ракетного комплекса С-300, в результате были повреждены школы, многоэтажные дома и дом культуры .
Утром 9 января 2023 г. произошел очередной обстрел поселка со стороны российских военных, был обстрелян местный рынок, известно об 1 погибшем и 7 пострадавших.
19 декабря 2024 года военные РФ ударили ракетой "Искандер-М". Повреждены более десяти частных жилых домов, заборы, гаражи. Известно о трех погибших и троих раненых.
Около трех часов ночи 4 апреля 2025 года был нанесен удар с применением БПЛА по территории неработающего предприятия в поселке Шевченково, в результате чего получили значительные повреждения десятки квартир и домов.
14 апреля 2025 года два человека получили смертельные ранения в результате обстрела из реактивной системы залпового огня Шевченковского на Харьковщине.

## Название

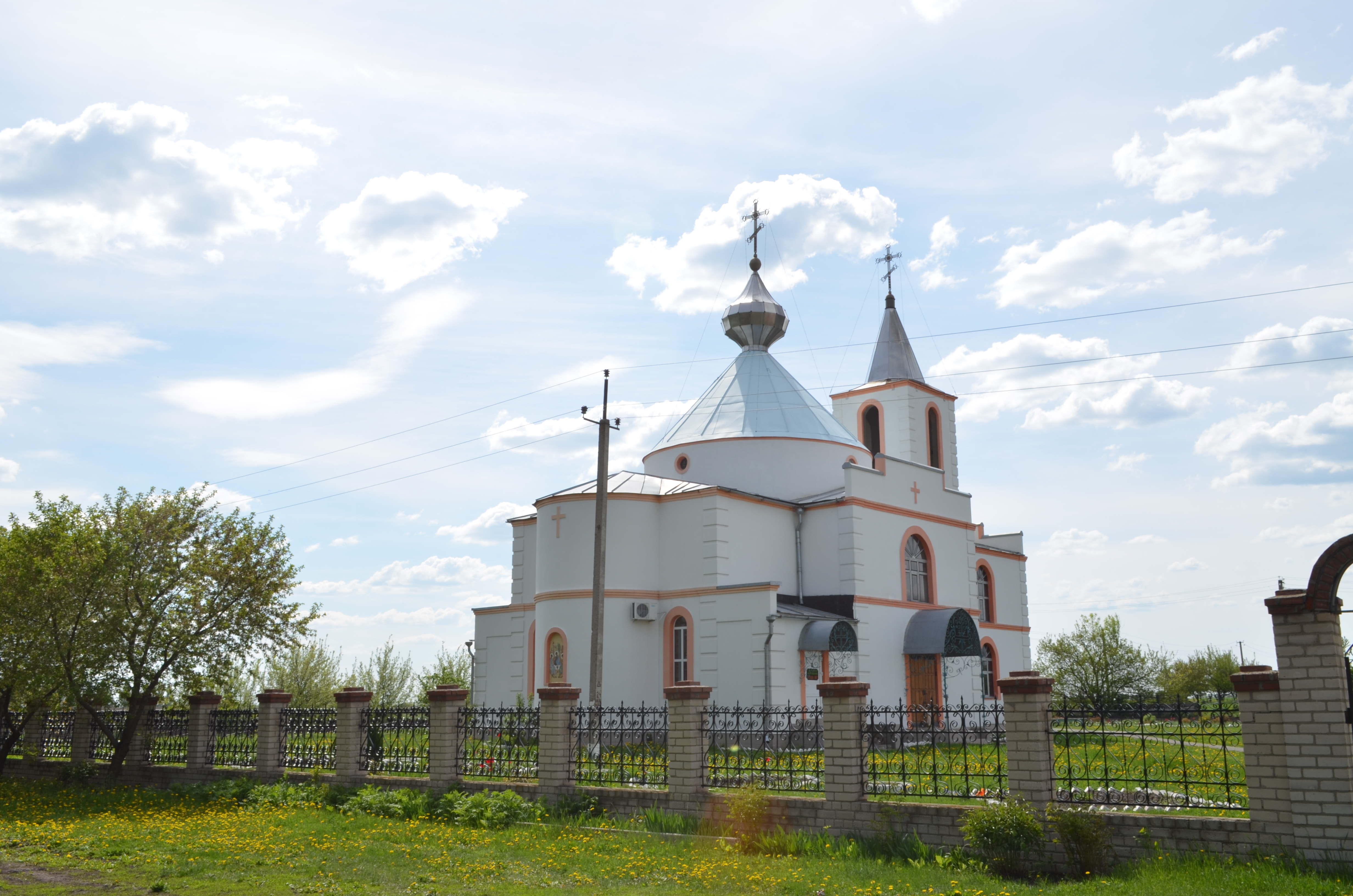
Церковь

В 1920-е годы в области прошла «волна» переименований значительной части населённых пунктов, в «революционные» названия — в честь Октябрьской революции, пролетариата, сов. власти, Кр. армии, социализма, Сов. Украины, деятелей «демократического движения» (Т. Шевченко) и новых праздников (1 мая и других). Это приводило к путанице, так как рядом могли оказаться сёла с одинаковыми новыми названиями — например, Первое, Второе и просто Шевченково.

## Экономика
- ЗАО «Шевченковский комбинат хлебопродуктов»[14]
- Комбикормовый завод.
- Шевченковский завод продтоваров, ООО.
- ООО «Шевченковский рассвет».
- ЗАО «Шевченковская агротехника».
- Шевченковская инкубаторная станция.
- Шевченковская пищевкусовая фабрика.
- ООО «Племзавод „Шевченковский“».
- Шевченковский райпотребсоюз.
- Шевченковский колбасный цех.

## Объекты социальной сферы
- Административное здание на площади
- Детский сад.
- Две школы.
- Професиональный аграрный лицей.

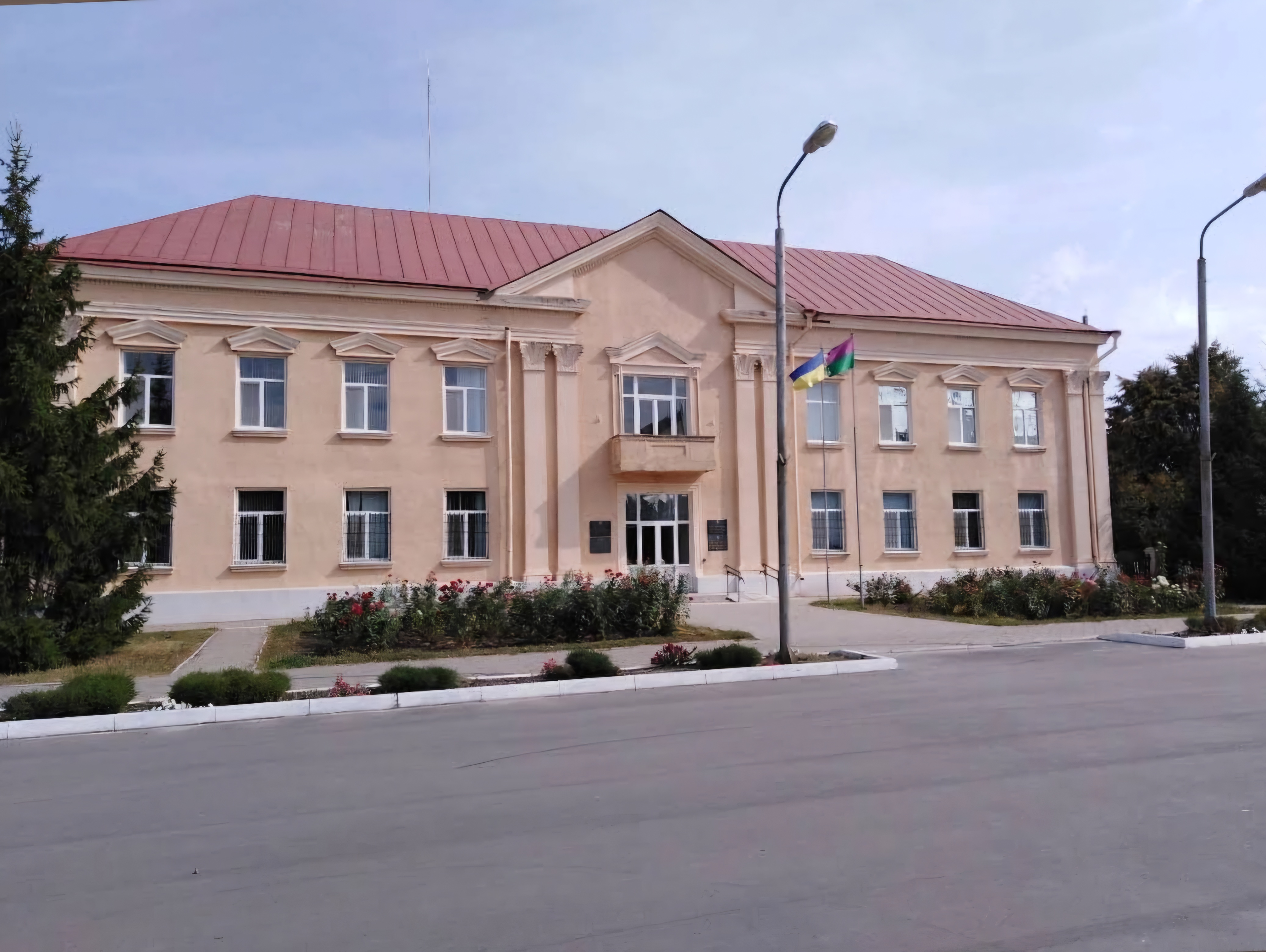
Административное здание на площади

- Шевченковская центральная районная больница.
- Поликлиника.
- Шевченковский детский дом-интернат.
- Шевченковская станция скорой медицинской помощи.
- Дом культуры.
- Стадион

## Транспорт
Станция Шевченково-Южное (Булацеловка) на линии Харьков — Купянск-Узловой Южной железной дороги.
Также через посёлок проходят автомобильные дороги Т-2110 и Р-07.

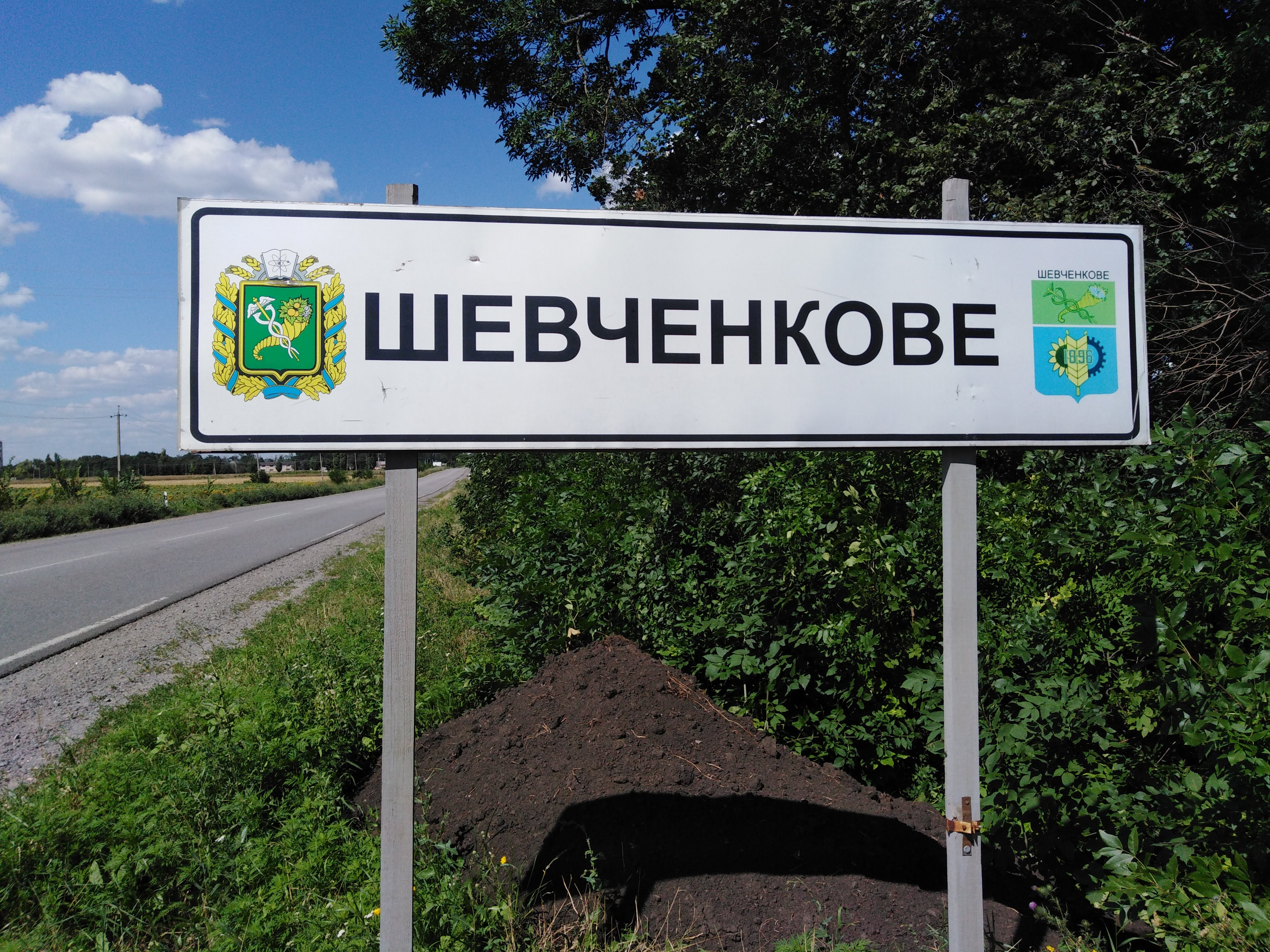

## Достопримечательности
- Братская могила советских воинов и памятный знак воинам-землякам. Похоронено 236 воинов. На могиле в 1975 году проведена капитальная реконструкция и создан мемориальный комплекс.
- Памятник советским воинам — освободителям. 1943 г., открыт в 1983 г.
- Памятник Тарасу Шевченко, открыт в 1957 г. возле железнодорожной станции.
- памятник Тарасу Шевченко, открыт в 2001 г. в центральном сквере.

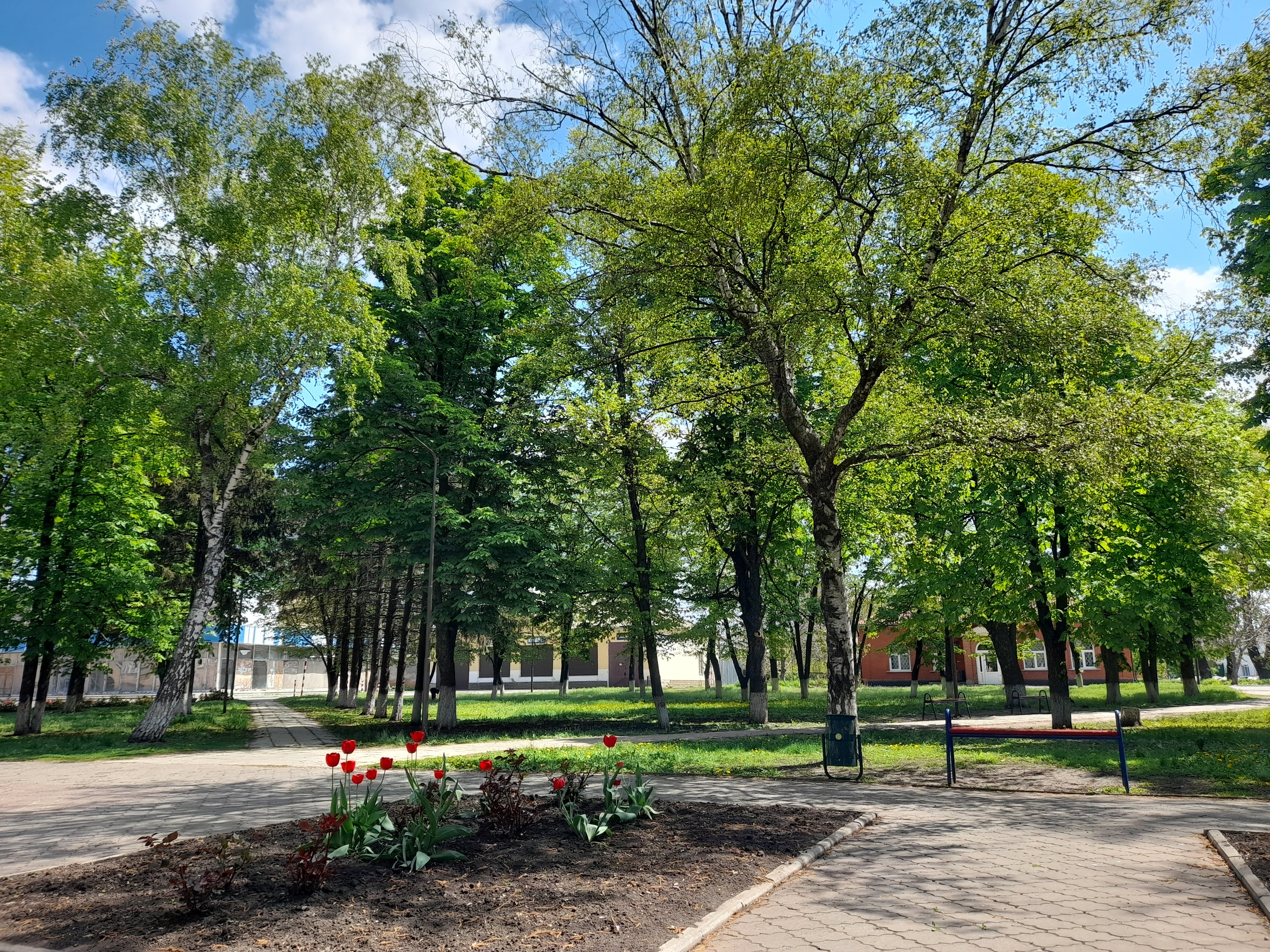
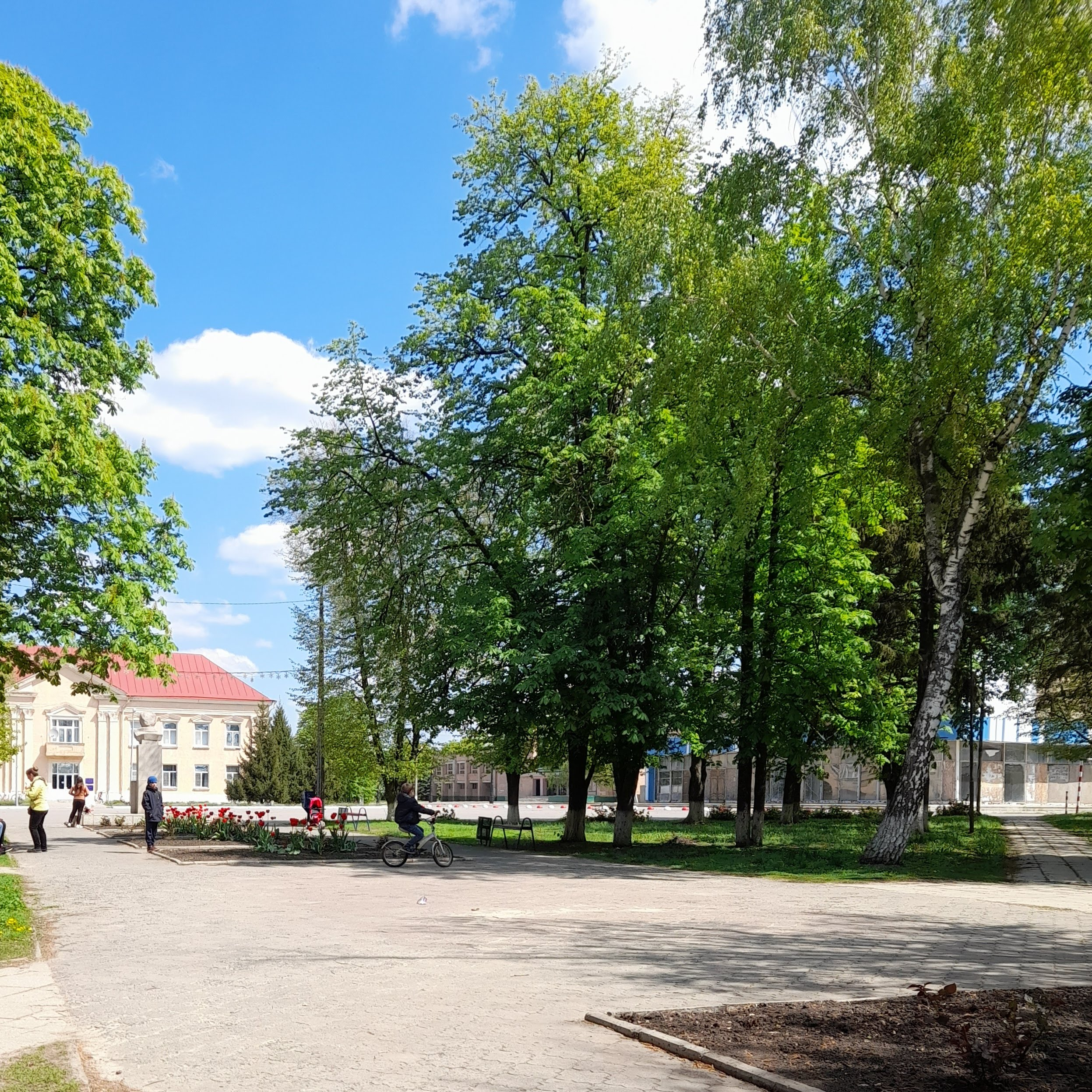
Храм Святой Троицы Изюмской епархии Украинской Православной церкви.Памятник Тарасу Шевченко  - Центральный парк

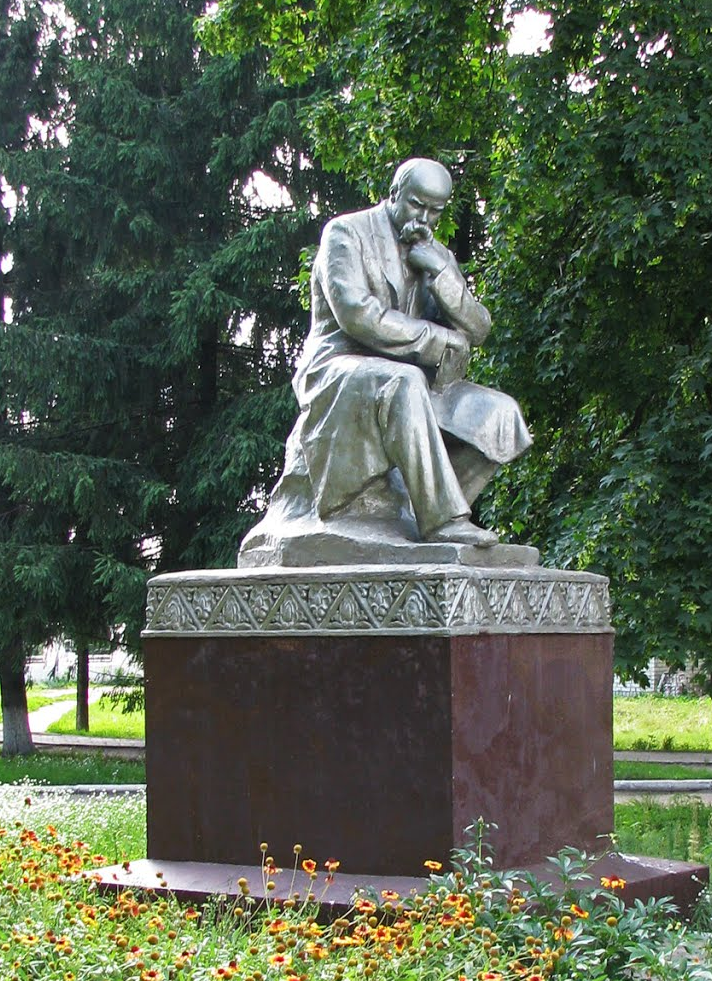
Памятник Тарасу Шевченко

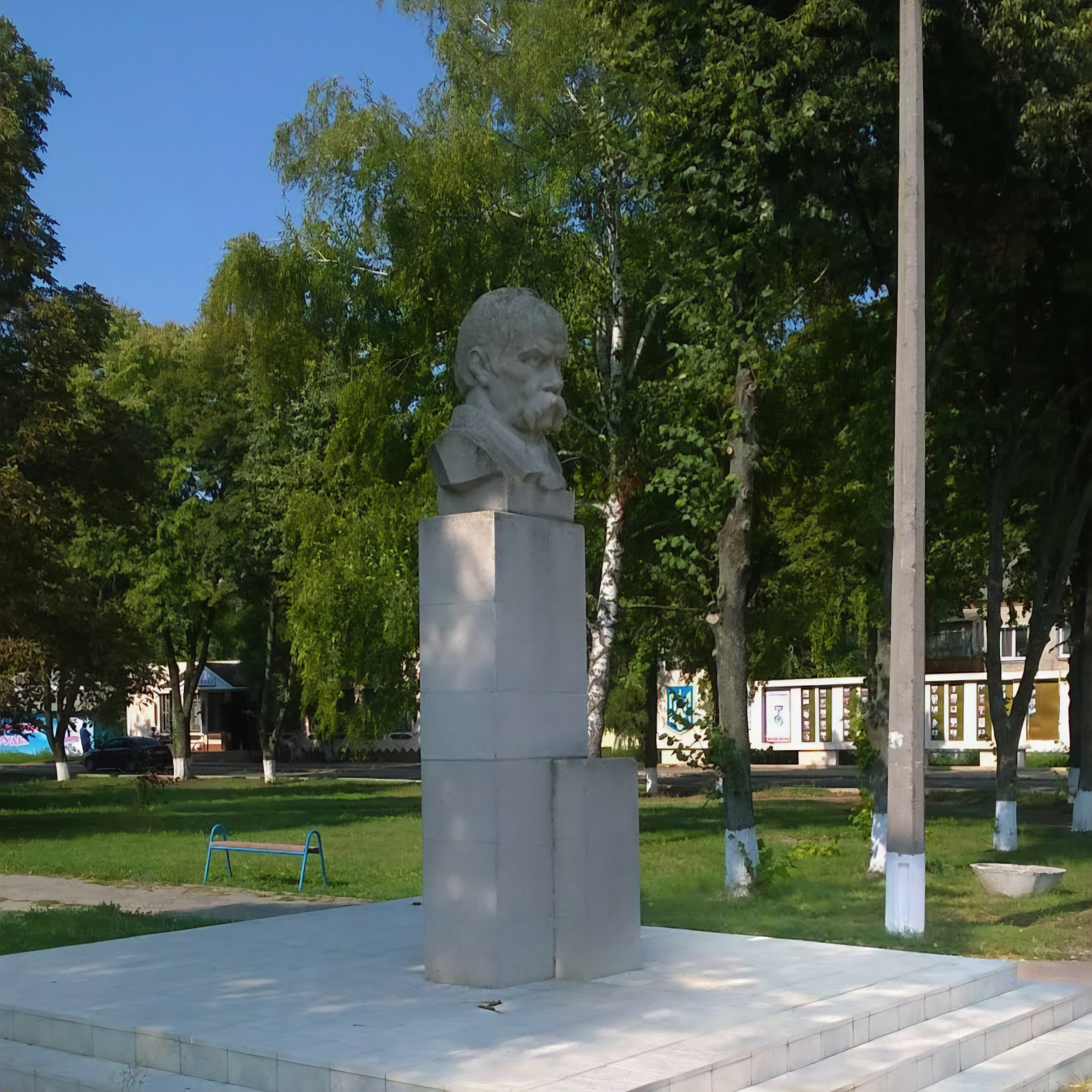
Памятник Тарасу Шевченку
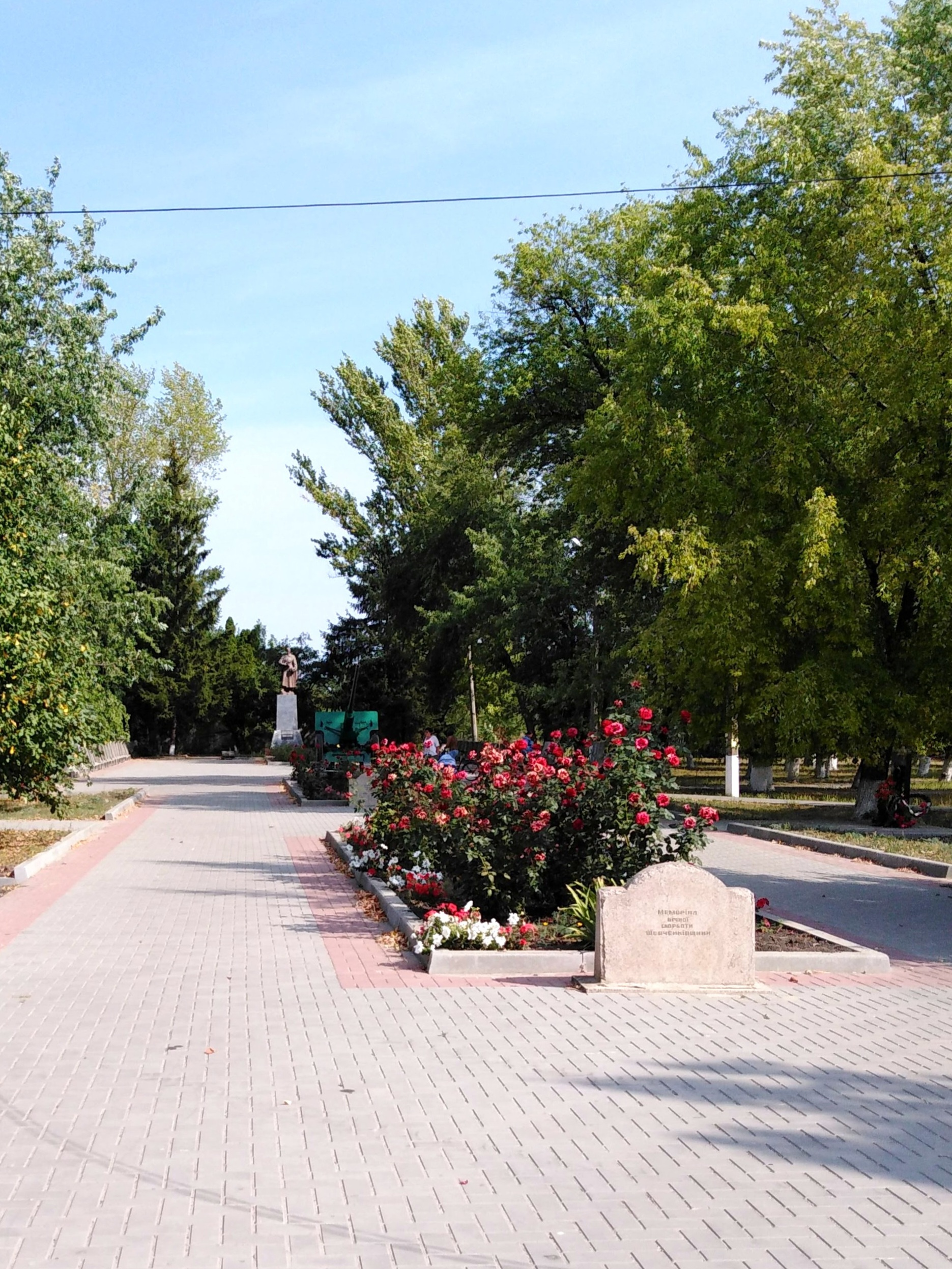
Мемориал славы
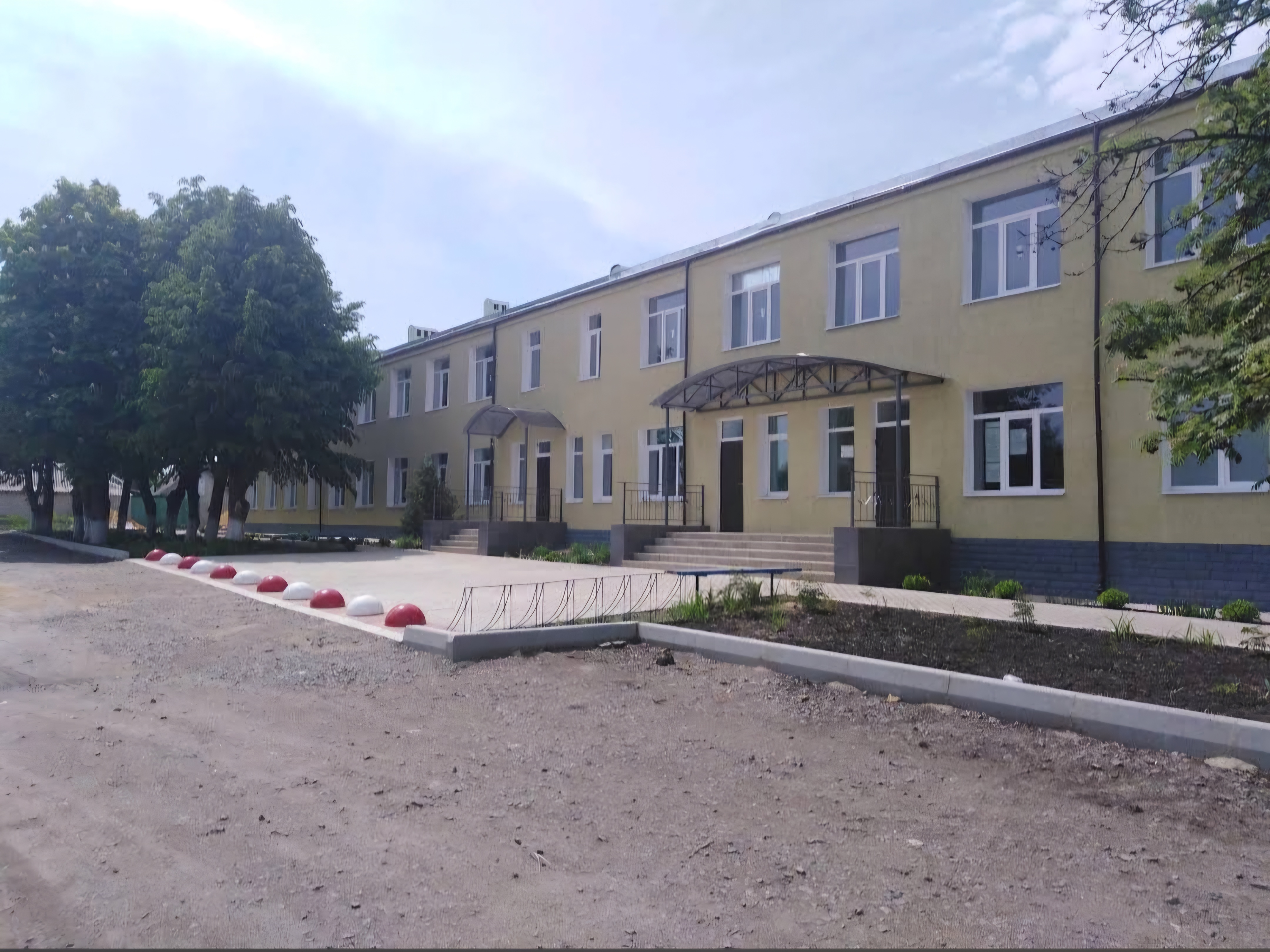
Поликлиника
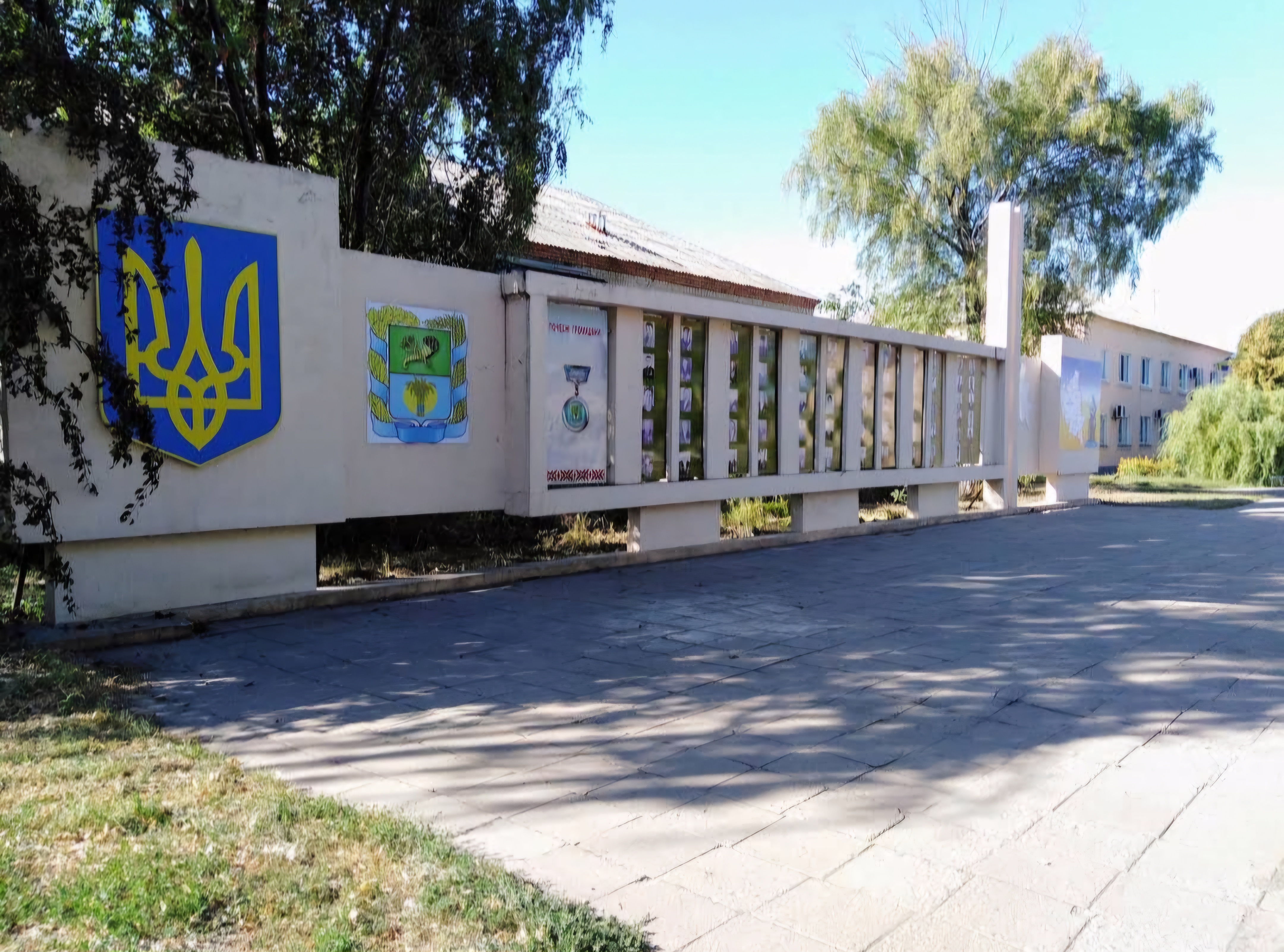
Стелла Почетные граждане Шевченковщины
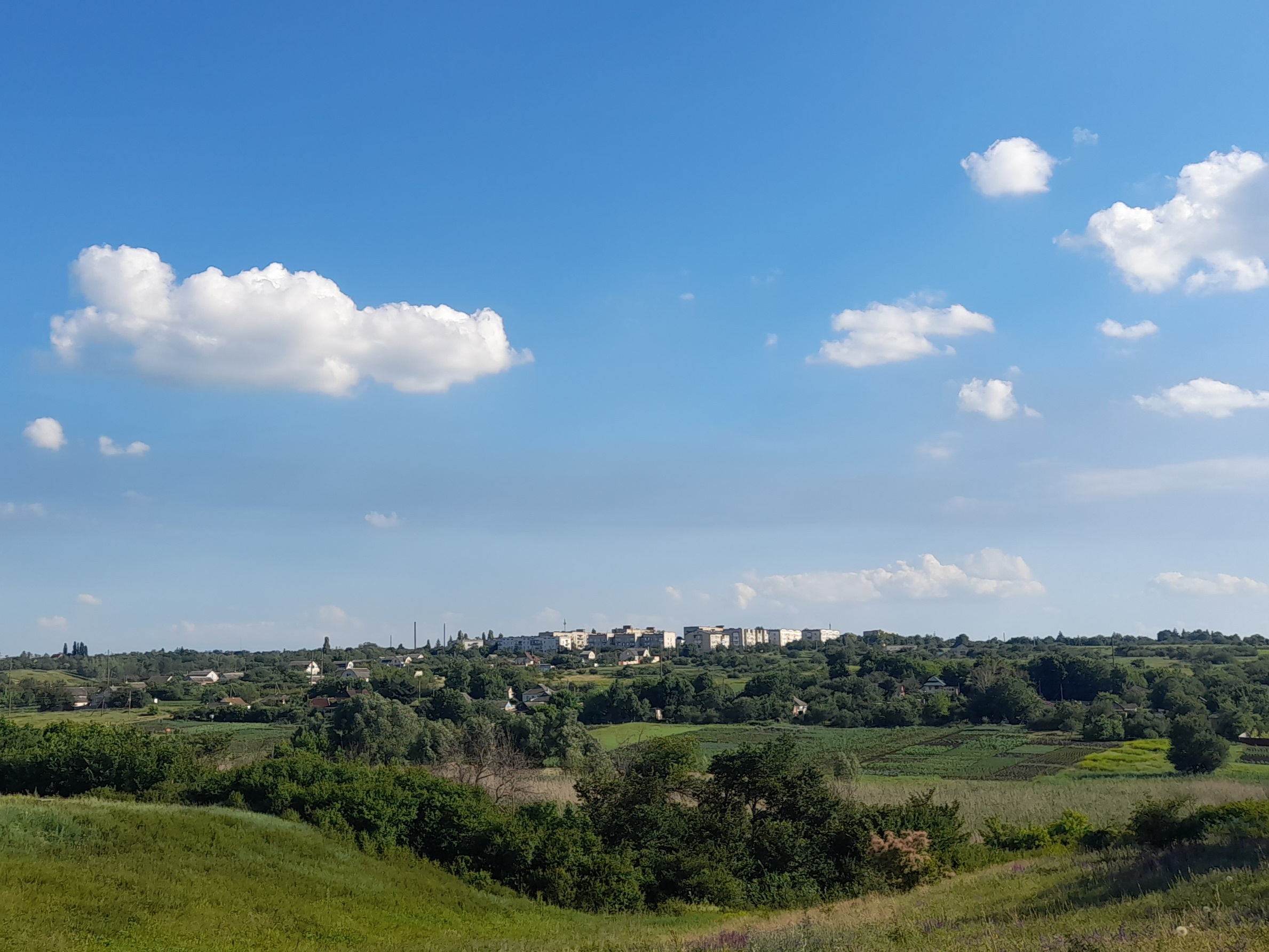
Вид на микрорайон Пятихатки из с. Зорянское
  - Памятник Тарасу Шевченку
  - Мемориал славы
  - Поликлиника
  - Стелла Почетные граждане Шевченковщины
  - Вид на микрорайон Пятихатки из с. Зорянское